# Портланд ваза
Портланд ваза је чувена амфора висока 24.5 cm, најпознатија посуда рађена у камео техници. Ово ремек-дело се од 16. века чувало у прватном поседу, тако да се не зна када је и како откривена. Данас се налази у Британском музеју у Лондону (инв. бр. GR 1945,0927.1).
Тело и дршке ове вазе су од кобалт плавог, а рељефне представе од непрозирног белог стакла. Богато је украшена фигуралним представама.
Претпоставља се да је на вази приказан сусрет Пелеја и Теиде.
На основу дводимензионалности представе и хладне елеганције сматра се да је Портланд ваза настала у александријским радионицама у време Августа.